# Leidsch SG
Leidsch SG (LSG), pełna nazwa Leidsch Schaakgenootschap – holenderski klub szachowy z siedzibą w Lejdzie, dwukrotny mistrz kraju.

## Historia
Klub został założony w marcu 1895 roku. W 1980 roku zespół awansował do Hoofdklaase, po sezonie gry spadł z ligi. W 1984 roku LSG spadł do Tweede klasse. W 1987 roku klub powrócił do Eerste klasse. W 1996 roku LSG uzyskał awans do Meesterklasse. W sezonie 1996/1997 zespół zajął trzecie miejsce w lidze, a rok później spadł z niej. W 1999 roku klub powrócił do Meesterklasse. W sezonie 2001/2002 klub zdobył wicemistrzostwo Holandii. W 2005 roku klub zadebiutował w Pucharze Europy, zajmując wówczas 19. miejsce (wygrane z Phibsboro Chess Club, Taflfélagið Hellir i KSH Prishtina, remisy z SFR Neukölln i Marmaris Belediyesi SK, przegrane z Tomsk-400 oraz Asker SK). W kolejnym sezonie zespół był 48. w europejskich rozgrywkach. W 2008 roku LSG zajął 44. miejsce w Pucharze Europy, a w kolejnych sezonach Pucharu Europy klub był odpowiednio 39., 26. i 40. w klasyfikacji<. W 2012 roku LSG spadł z Meesterklasse, a w kolejnym roku powrócił do pierwszej ligi. W sezonie 2013/2014 klub zdobył wicemistrzostwo kraju, ulegając jedynie SC En Passant. Następnie klub uczestniczył w Pucharze Europy, w którym zajął 17. pozycję. W kolejnym sezonie LSG zajął dziewiąte miejsce w europejskim turnieju, wygrywając spotkania z Gambitem Bonnevoie, Blackthorne Russia, GD Dias Ferreira, KSK 47 Eynatten i Vålerengą, a przegrywając z Miednym Wsadnikiem Petersburg i Werderem Brema. W 2016 roku klub był trzeci w lidze, natomiast w Pucharze Europy zajął 19. miejsce. Sezon 2016/2017 LSG zakończył uzyskaniem wicemistrzostwa Holandii. W 2017 roku klub zajął szóste miejsce w Pucharze Europy, po zwycięstwach z Gonzaga Chess Club, Oslo SS, Kahramanmaraş Belediye SK, TSI Ryga i Beşiktaşem JK oraz przegranych z Odlarem Yurdu i Miednym Wsadnikiem Petersburg. W sezonie 2017/2018 LSG został mistrzem kraju, następnie uzyskał 39. miejsce w Pucharze Europy. W 2019 roku klub obronił tytuł mistrzowski, a w Pucharze Europy zajął 22. pozycję. W 2022 roku LSG został wicemistrzem kraju. W Pucharze Europy klub wystawił dwie drużyny, z czego pierwsza została sklasyfikowana na 22., a druga na 57. pozycji. Kolejny sezon klub zakończył na trzecim miejscu w lidze oraz 16. w Pucharze Europy. W 2024 roku zespół zdobył wicemistrzostwo kraju. Rozgrywki Pucharu Europy LSG ukończył na 27. pozycji.
Zawodnikami klubu byli m.in. Linda Jap Tjoen San, Predrag Nikolić, Arthur Pijpers, Casper Schoppen, Jan Smeets, Jan Sprenger, Robin Swinkels, Mark van der Werf i John van der Wiel.